# Majdan Werbecki
Majdan Werbecki (ukr. Майдан-Вербецький) – wieś na Ukrainie w rejonie latyczowskim obwodu chmielnickiego.